# خوان پالتا
خوان پالتا (انگلیسی: Juan Paletta؛ زادهٔ تاریخ ورودی نامعتبر است) بازیکن فوتبال اهل آرژانتین است.